# 吳淑芬
吳淑芬（1989年4月7日—）為台灣女子排球選手，目前效力於企業排球聯賽台電隊，位置為中間手。

## 經歷
- 台中市雙十國中女子排球隊
- 台中市新民高中女子排球隊
- 高雄市正修科大女子排球隊
- 企業排球聯賽台電女子排球隊

## 外部連結
- 企業男女排球聯賽球員介紹-吳淑芬[永久]